# ユリアン・ドラクスラー
ユリアン・ドラクスラー（Julian Draxler、1993年9月20日 - ）は、ドイツ・ノルトライン＝ヴェストファーレン州グラートベック出身のサッカー選手。アル・アハリ・ドーハ所属。元ドイツ代表。ポジションはFW、MF。

## クラブ経歴

### シャルケ04
2000年にグラートベックにあるSVレントフォートでサッカーを始め、SSVブアー07/28を経て、8歳からシャルケ04のユースチームに入団した。
2011年1月15日、ハンブルガーSV戦でブンデスリーガデビューを果たした。17歳と117日でのデビューはシャルケ史上最年少であり、ブンデスリーガ全体ではヌリ・シャヒンに次ぐ。
同年1月25日、DFBポカールの1.FCニュルンベルク戦で初ゴールを記録。ブンデスリーガにおいては同年4月1日のFCザンクトパウリ戦で初ゴールを挙げている。また、この年はUEFAチャンピオンズリーグでも6試合に出場した。

### ヴォルフスブルク
2015年夏、ユヴェントスFCやアーセナルFCが獲得に動いたが、2015年8月31日にケヴィン・デ・ブライネをマンチェスター・シティFCに売却したVfLヴォルフスブルクに移籍金3600万ユーロで加入。しかし、アーセナルやパリ・サンジェルマンFCといったビッグクラブが関心を寄せたこともあって、次第にこうしたビッグクラブへの移籍願望を口にするようになり、クラブとの関係が悪化。ヴォルフスブルクは移籍願望を却下し、結局残留したまま2016-17シーズン開幕を迎えるものの、サポーターからブーイングを浴び、主力にもかかわらず第14節のバイエルン・ミュンヘン戦でベンチ外になるなど、クラブとの確執が解消されることはなかった。

### パリ・サンジェルマン
2016年12月24日、ヴォルフスブルクはパリ・サンジェルマンFCへの移籍を発表し、2017年1月3日にはパリ・サンジェルマン側からも移籍を発表。契約期間は4年半。1月14日のレンヌ戦でパリ・サンジェルマンの選手としてリーグ戦デビュー、同試合で初ゴールも記録した。

### SLベンフィカ
2022年9月1日、SLベンフィカにローン移籍した。背番号は自身の出生年である93番を選んだ。

### アル・アハリ・ドーハ
2023年9月18日、アル・アハリ・ドーハに移籍し、2025年6月までの2年契約を結んだ。2025年1月8日、アル・アハリとの契約を2028年まで延長した。

## 代表経歴
2012年5月26日、ドイツ代表として、スイス代表戦でA代表デビューし、2013年6月2日のアメリカ代表戦で代表初ゴールを挙げた。2014年5月13日に行われたポーランド代表との親善試合ではフィリップ・ラームら主力選手が不在だったこともあり、ドイツ代表史上最年少でキャプテンを務めた。
2016年、UEFA EURO 2016では決勝トーナメント1回戦のスロバキア戦で1ゴールを挙げMOMに選ばれた。
2017年5月、ロシアで開催されるFIFAコンフェデレーションズカップ2017の代表メンバーに選出された。若手主体のメンバーの中でキャプテンを務め、ドイツ代表の同大会初優勝に貢献。最優秀選手にあたるゴールデン・ボールを受賞した。

## 個人成績
| クラブ           | シーズン | リーグ         | リーグ戦 | リーグ戦 | カップ戦 | カップ戦 | 国際大会 | 国際大会 | その他 | その他 | 合計 | 合計 |
| クラブ           | シーズン | リーグ         | 出場     | 得点     | 出場     | 得点     | 出場     | 得点     | 出場   | 得点   | 出場 | 得点 |
| ---------------- | -------- | -------------- | -------- | -------- | -------- | -------- | -------- | -------- | ------ | ------ | ---- | ---- |
| シャルケ         | 2010–11  | ブンデスリーガ | 15       | 1        | 3        | 2        | 6        | 0        | 0      | 0      | 24   | 3    |
| シャルケ         | 2011–12  | ブンデスリーガ | 30       | 2        | 2        | 1        | 13       | 2        | 1      | 0      | 46   | 5    |
| シャルケ         | 2012–13  | ブンデスリーガ | 30       | 10       | 3        | 2        | 6        | 1        | 0      | 0      | 39   | 13   |
| シャルケ         | 2013–14  | ブンデスリーガ | 26       | 2        | 2        | 0        | 10       | 4        | 0      | 0      | 38   | 6    |
| シャルケ         | 2014–15  | ブンデスリーガ | 15       | 2        | 1        | 0        | 3        | 0        | 0      | 0      | 19   | 2    |
| シャルケ         | 2015–16  | ブンデスリーガ | 3        | 1        | 1        | 0        | 0        | 0        | 0      | 0      | 4    | 1    |
| シャルケ         | 通算     | 通算           | 119      | 18       | 12       | 5        | 38       | 7        | 1      | 0      | 170  | 30   |
| ヴォルフスブルク | 2015–16  | ブンデスリーガ | 21       | 5        | 1        | 0        | 9        | 3        | 0      | 0      | 31   | 8    |
| ヴォルフスブルク | 2016–17  | ブンデスリーガ | 13       | 0        | 1        | 0        | -        | -        | 0      | 0      | 14   | 0    |
| ヴォルフスブルク | 通算     | 通算           | 34       | 5        | 2        | 0        | 9        | 3        | 0      | 0      | 45   | 8    |
| PSG              | 2016-17  | リーグ・アン   | 17       | 4        | 5        | 4        | 2        | 1        | 1      | 1      | 25   | 10   |
| PSG              | 2017-18  | リーグ・アン   | 30       | 4        | 6        | 0        | 8        | 0        | 3      | 1      | 47   | 5    |
| PSG              | 2018-19  | リーグ・アン   | 31       | 3        | 6        | 2        | 7        | 0        | 2      | 0      | 46   | 5    |
| PSG              | 2019-20  | リーグ・アン   | 11       | 0        | 4        | 0        | 5        | 0        | 2      | 0      | 22   | 0    |
| PSG              | 2020-21  | リーグ・アン   | 24       | 4        | 5        | 0        | 5        | 0        | 0      | 0      | 34   | 4    |
| PSG              | 通算     | 通算           | 113      | 15       | 26       | 6        | 27       | 1        | 8      | 2      | 174  | 24   |
| 総通算           | 総通算   | 総通算         | 267      | 38       | 39       | 12       | 74       | 11       | 9      | 2      | 391  | 62   |

## 代表歴

### 出場大会
- ドイツ代表
  - 2014年 - 2014 FIFAワールドカップ（優勝）
  - 2016年 - UEFA EURO 2016（ベスト4）
  - 2017年 - FIFAコンフェデレーションズカップ2017（優勝）
  - 2018年 - 2018 FIFAワールドカップ（グループリーグ敗退）
  - 2018年 - UEFAネーションズリーグ2018-19

### 試合数
- 国際Aマッチ 58試合 7得点（2012年-2022年）[17]

| ドイツ代表 | 国際Aマッチ | 国際Aマッチ |
| 年         | 出場        | 得点        |
| ---------- | ----------- | ----------- |
| 2012       | 3           | 0           |
| 2013       | 7           | 1           |
| 2014       | 5           | 0           |
| 2015       | 1           | 0           |
| 2016       | 11          | 2           |
| 2017       | 13          | 3           |
| 2018       | 9           | 0           |
| 2019       | 2           | 0           |
| 2020       | 5           | 1           |
| 2021       | 0           | 0           |
| 2022       | 2           | 0           |
| 通算       | 58          | 7           |

### 得点
| # | 開催日         | 開催地                                                        | 対戦国         | スコア | 結果 | 大会                                    |
| - | -------------- | ------------------------------------------------------------- | -------------- | ------ | ---- | --------------------------------------- |
| 1 | 2013年6月2日   | ワシントンD.C.、ロバート・F・ケネディ・メモリアル・スタジアム | アメリカ合衆国 | 4–3    | 4–3  | 親善試合                                |
| 2 | 2016年6月26日  | ヴィルヌーヴ＝ダスク、スタッド・ピエール＝モーロワ            | スロバキア     | 3–0    | 3–0  | UEFA EURO 2016                          |
| 3 | 2016年10月11日 | ハノーファー、ニーダーザクセンシュタディオン                  | 北アイルランド | 2–0    | 2–0  | 2018 FIFAワールドカップ・ヨーロッパ予選 |
| 4 | 2017年6月11日  | ニュルンベルク、フランケンシュタディオン                      | サンマリノ     | 1–0    | 7–0  | 2018 FIFAワールドカップ・ヨーロッパ予選 |
| 5 | 2017年6月19日  | ソチ、オリンピックスタジアム                                  | オーストラリア | 1–2    | 2–3  | FIFAコンフェデレーションズカップ2017    |
| 6 | 2017年9月4日   | シュツットガルト、メルセデス・ベンツ・アレーナ                | ノルウェー     | 2–0    | 6–0  | 2018 FIFAワールドカップ・ヨーロッパ予選 |
| 7 | 2020年10月7日  | ケルン、ラインエネルギーシュタディオン                        | トルコ         | 1–0    | 3–3  | 親善試合                                |

## タイトル

### クラブ
シャルケ
- DFBポカール：1回（2010-11）
- DFLスーパーカップ：1回（2011）

パリ・サンジェルマンFC
- リーグ・アン：3回（2017-18, 2018-19, 2019-20）
- クープ・ドゥ・フランス：2回（2016-17, 2017-18）
- クープ・ドゥ・ラ・リーグ：2回（2016-17, 2017-18）
- トロフェ・デ・シャンピオン：3回（2017, 2018, 2019）

### 代表
- FIFAワールドカップ：1回（2014）
- FIFAコンフェデレーションズカップ：1回（2017年）

### 個人
- FIFAコンフェデレーションズカップ・ゴールデンボール（2017年）